# ABCDEFU
«ABCDEFU» (стилизовано как abcdefu) — песня, записанная американской певицей Gayle (настоящее имя Taylor Gayle Rutherford). Была выпущена 13 августа 2021 года в качестве дебютного сингла на лейблах Atlantic и Arthouse Records. Соавторы песни Gayle, Sara Davis и David Pittenger, продюсер Pete Nappi.
Сингл «ABCDEFU» занял девятое место в Billboard Hot 100. За пределами США «ABCDEFU» возглавил чарты Австрии, Финляндии, Германии, Ирландии, Малайзии, Норвегии, Швеции, Швейцарии и Великобритании, попав в первую десятку чартов Австралии, Бельгии (Фландрия), Канады, Греции, Индии и Новой Зеландии. Он также попал в топ-20 в Южной Африке, Венгрии и Нидерландах, в топ-40 в Дании и Италии, а также в топ-100 во Франции и Испании.

## История
Песня знаменует собой первый выпуск сингла с тех пор, как 17-летняя певица из Нашвилла подписала контракт с Atlantic Records в 2021 году. По словам Гейл, песня «появилась из-за того, что я так сильно пыталась быть милой, уважительной бывшей девушкой, до такой степени, что это негативно влияло на меня». В интервью Tongue Tied Mag Гейл объяснила, что послужило источником вдохновения для этой песни, сказав: «После расставания я очень-очень старалась быть хорошим человеком. Как бы компенсируя это. Через неделю после того, как мы расстались, я позвонила ему и сказала „Привет, приятель!“ и „как дела, мой друг?!“». 31 марта 2021 года Гейл сообщила в Instagram, что вывихнула средний палец, а рентгеновский снимок из больницы был использован для обложки альбома сингла.

## Композиция
Согласно цифровой нотной записи, опубликованной на сайте musicnotes.com компанией Warner Music Publishing, песня «ABCDEFU» написана в тональности ми мажор с темпом 122 удара в минуту. Название песни и её лирическое содержание представляют собой игру слов, включающую первые шесть букв алфавита с добавлением двадцать первой для образования инициализма для нецензурной фразы, то есть FU (Fuck you).
В звуковом плане песня характеризуется «минималистичным звучанием» и «рваной гитарной работой», в то время как она «достигает своей кульминации с массивным припевом».

## Отзывы
Песня Гейл стала вирусным хитом на таких платформах, как TikTok и Instagram. Эмили Землер из Rolling Stone высоко оценила страстность живого исполнения песни Гейл. Эйприл Бредаэль из Tongue Tied Magazine считает, что песня «добавляет к растущему списку достижений» певицы треки, которые являются «подлинными, честными и неапологетичными».

## Список треков
Цифровые загрузки и стриминг
1. «ABCDEFU» — 2:48

Цифровые загрузки и стриминг (Nicer version)
1. «ABC» (nicer) — 2:48

Цифровые загрузки и стриминг (Demo version)
1. «ABCDEFU» (demo) — 2:35

Цифровые загрузки и стриминг (Chill version)
1. «ABCDEFU» (chill) — 2:56

Цифровые загрузки и стриминг (Angrier version)
1. «ABCDEFU» (angrier) — 2:39

Цифровые загрузки и стриминг (при участии Royal & the Serpent)
1. «ABCDEFU» (featuring Royal & the Serpent) — 2:49

Цифровые загрузки и стриминг (The Wild Remix)
1. «ABC» (The Wild Remix) — 3:02

## Чарты
| Чарт (2021—2022)                             | Высшая позиция |
| -------------------------------------------- | -------------- |
| Австралия (ARIA)                             | 2              |
| Австрия (Ö3 Austria Top 40)                  | 1              |
| Бельгия/Фландрия (Ultratop 50)               | 2              |
| Бельгия/Валлония (Ultratop 50)               | 1              |
| Канада (Canadian Hot 100)                    | 2              |
| СНГ (Tophit)                                 | 33             |
| Чехия (Rádio Top 100)                        | 2              |
| Чехия (Singles Digitál Top 100)              | 3              |
| Дания (Tracklisten)                          | 9              |
| Финляндия (Suomen virallinen lista)          | 1              |
| Франция (SNEP)                               | 4              |
| Германия (GfK)                               | 1              |
| (Мир Global 200, Billboard)                  | 1              |
| Греция (IFPI)                                | 4              |
| Венгрия (Rádiós Top 40)                      | 1              |
| Венгрия (Single Top 40)                      | 8              |
| Венгрия (Stream Top 40)                      | 4              |
| Индия (IMI)                                  | 5              |
| Ирландия (IRMA)                              | 1              |
| Израиль (Media Forest)                       | 1              |
| Италия (FIMI)                                | 6              |
| Япония (Billboard Japan)                     | 6              |
| Литва (AGATA)                                | 2              |
| Малайзия (RIM)                               | 1              |
| Нидерланды (Dutch Top 40)                    | 3              |
| Нидерланды (Single Top 100)                  | 4              |
| Новая Зеландия (Recorded Music NZ)           | 3              |
| Норвегия (VG-lista)                          | 1              |
| Перу (UNIMPRO)                               | 103            |
| Польша (ZPAV AirPlay Top 100)                | 2              |
| Португалия (AFP)                             | 3              |
| Россия (Tophit)                              | 2              |
| Сингапур (RIAS)                              | 2              |
| Словакия (Rádio Top 100)                     | 6              |
| Словакия (Singles Digitál Top 100)           | 5              |
| ЮАР (RISA)                                   | 20             |
| Республика Корея (Gaon)                      | 5              |
| Испания (PROMUSICAE)                         | 30             |
| Швеция (Sverigetopplistan)                   | 1              |
| Швейцария (Schweizer Hitparade)              | 1              |
| Великобритания (UK Singles Chart)            | 1              |
| США Billboard Hot 100                        | 3              |
| США Adult Contemporary (Billboard)           | 16             |
| США Adult Top 40 (Billboard)                 | 1              |
| США Hot Rock & Alternative Songs (Billboard) | 2              |
| США Mainstream Top 40 (Billboard)            | 1              |
| США Rhythmic (Billboard)                     | 36             |
| США Rock Airplay (Billboard)                 | 23             |

## Сертификации
| Регион                                                                      | Сертификация | Продажи |
| --------------------------------------------------------------------------- | ------------ | ------- |
| Австрия (IFPI Austria)                                                      | Платиновый   | 30 000  |
| Канада (Music Canada)                                                       | Золотой      | 40 000  |
| Италия (FIMI)                                                               | Золотой      | 35 000  |
| Великобритания (BPI)                                                        | Серебряный   | 200 000 |
| США (RIAA)                                                                  | Золотой      | 500 000 |
| Данные о продажах + прослушиваниях приведены только на основе сертификации. |              |         |

## История выпуска
| Регион | Дата             | Форматы                    | Версия                                                      | Лейбл           | Ссылка |
| ------ | ---------------- | -------------------------- | ----------------------------------------------------------- | --------------- | ------ |
| Мир    | 13 августа 2021  | Цифровые загрузки стриминг | Original                                                    | Atlantic        | [ 12 ] |
| Мир    | 14 августа 2021  | Цифровые загрузки стриминг | Nicer                                                       | Atlantic        | [ 13 ] |
| Мир    | 10 сентября 2021 | Цифровые загрузки стриминг | Demo                                                        | Atlantic        | [ 14 ] |
| Мир    | 17 сентября 2021 | Цифровые загрузки стриминг | Chill                                                       | Atlantic        | [ 15 ] |
| Мир    | 24 сентября 2021 | Цифровые загрузки стриминг | Angrier                                                     | Atlantic        | [ 16 ] |
| Мир    | 19 ноября 2021   | Цифровые загрузки стриминг | Royal & the Serpent Remix                                   | Atlantic        | [ 17 ] |
| Италия | 26 ноября 2021   | Contemporary hit radio     | Original                                                    | Warner          | [ 73 ] |
| США    | 7 декабря 2021   | Contemporary hit radio     | Original                                                    | Atlantic        | [ 74 ] |
| Россия | 28 декабря 2021  | Contemporary hit radio     | Original                                                    | Atlantic        | [ 24 ] |
| Мир    | 31 декабря 2021  | Цифровые загрузки стриминг | The Wild Remix                                              | Atlantic        | [ 18 ] |
| Мир    | 28 января 2022   | CDs                        | Original Nicer Demo Chill Angrier Royal & the Serpent Remix | Atlantic Warner | [ 75 ] |